# Tát Đỉnh Đỉnh
Tát Đỉnh Đỉnh (giản thể: 萨顶顶; phồn thể: 薩頂頂; bính âm: Sà Dǐngdǐng, tên khai sinh là Chu Bằng (giản thể: 周鹏; phồn thể: 周鵬; bính âm: Zhōu Péng); 23 tháng 12 năm 1979) là một ca sĩ và nhạc sĩ nhạc dân gian và diễn viên Trung Quốc. Mang trong mình hai dòng máu Hán và Mông Cổ, cô có khả năng hát bằng tiếng Anh, tiếng Mông Cổ, tiếng Quan thoại, tiếng Phạn, tiếng Tây Tạng, tiếng Di, tiếng Bạch và cả ngôn ngữ hiếm tiếng Laghu. Cô được giới truyền thông ở Anh và các nước châu Âu biết tới như một trong những ngôi sao đại chúng của Đại lục giành được thành công ở tầm quốc tế.

## Tiểu sử
Tát Đỉnh Đỉnh sinh tại Nội Mông vào năm 1979, mẹ là một bác sĩ Mông Cổ và cha là nhân viên chính phủ người Hán. Thuở nhỏ, cô sống du cư trên thảo nguyên Nội Mông với bà ngoại của mình. Cô nhớ lại rằng "hàng ngày tôi nghe mọi người hát, những ngày đó dạy tôi rằng âm nhạc chính là tự do".
Khi lên 6 tuổi, Đỉnh Đỉnh theo cha mẹ rời Nội Mông tới tỉnh Sơn Đông, rồi Tứ Xuyên, Trung Quốc. Khi 17 tuổi, gia đình cô chuyển tới Bắc Kinh, nơi cô học đại học chuyên ngành Phật giáo và yoga. Những chuyến hành trình đã đem lại cho Đỉnh Đỉnh niềm say mê ngôn ngữ, âm nhạc và trang phục, mà đã trở thành tư liêu cho những tác phẩm của cô. Trên đường đi, cô đã học tiếng Phạn, tiếng Tây Tạng và cả tiếng Lagu, một ngôn ngữ đang dần biến mất nhanh chóng ở các ngôi làng xa xôi tại miền Nam Trung Quốc.
Tát Đỉnh Đỉnh từng thi đỗ Học viện Âm nhạc Giải phóng quân Trung Quốc, khoa Nhạc nhẹ. Cô bắt đầu sáng tác từ năm 16 tuổi.
Tát Đỉnh Đỉnh nhanh chóng nổi tiếng sau khi giành chiến thắng trong một cuộc thi hát tổ chức bởi Đài Truyền hình Trung ương Trung Quốc năm 2000. Năm 18 tuổi, cô phát hành album đầu tay mang tên Đông ba lạp (咚巴啦) với nghệ danh Chu Bằng (周鹏), và giành được danh hiệu "Ca sĩ nhạc dance xuất sắc nhất" ở Trung Quốc. Sau đó, cô đổi nghệ danh thành Tát Đỉnh Đỉnh, với Tát là họ của bà ngoại, và Đỉnh Đỉnh là tên gọi của cô khi còn bé.
Dù được đào tạo bài bản về nhạc nhẹ, thay vì đi vào con đường nhạc pop, Tát Đỉnh Đỉnh lại bắt đầu sáng tác nhạc theo phong cách world music, kết hợp sâu sắc âm hưởng nhạc dân gian truyền thống Trung Quốc với phong cách hiện đại. Cô bắt đầu sử dụng âm nhạc điện tử (electronica), trong khi cố gắng tập chơi các nhạc cụ như đàn tranh hay mã đầu cầm. Tát Đỉnh Đỉnh được coi là một trong những tác giả thành công nhất ở lĩnh vực nhạc world music tại Trung Quốc.
Năm 2006, bài hát "Holy Incense" được sử dụng làm ca khúc chủ đề của bộ phim Prince of the Himalayas, đạo diễn bởi Sherwood Hu. Giữa năm 2007, Tát Đỉnh Đỉnh phát hành album thứ hai Vạn vật sinh, hay Alive, được phát hành cũng như download ở nhiều nước. Cô đã tự sáng tác và sản xuất cho các bài hát của mình, pha trộn giữa âm nhạc điện tử và các nhạc cụ truyền thống cùng âm nhạc dân gian cổ truyền của Trung Quốc, hát bằng nhiều thứ tiếng khác nhau, và chịu ảnh hưởng từ cả tinh thần Phật giáo lẫn yoga. Album này đã bán được tổng cộng hơn 2 triệu bản riêng tại châu Á.
Tháng 4 năm 2008, Tát Đỉnh Đỉnh nhận giải thưởng BBC Radio 3 World Music Award khu vực châu Á/Thái Bình Dương. Tháng 7, cô phát hành đĩa đơn đầu tiên có tựa đề "Cầm thương" (琴伤). Cô được tờ The Times gọi là "Björk của châu Á", và được giới truyền thông Anh ghi nhận là ngôi sao đại chúng lớn nhất của Trung Quốc. Cuối năm 2008, cô thực hiện một chuyến lưu diễn vòng quanh châu Âu, qua các nước Anh, Pháp, Tây Ban Nha, Thụy Sĩ, Hà Lan và Đức, và tiếp tục nhận được nhiều lời khen tặng của báo giới các nước này. Tát Đỉnh Đỉnh cũng góp giọng ở nhạc phẩm thứ hai trong album Tathāgata của nhà soạn nhạc Trung Quốc Hà Huấn Điền, có tên gọi "Đạt tháp già đạt" (达塔伽达).
Album gần đây nhất của cô, Thiên địa hợp (Harmony, 天地合), phát hành tháng 9 năm 2010 với 9 nhạc phẩm tiếng Trung, cùng ba bản remix của nhạc phẩm tựa đề, một trong đó được thực hiện bởi Paul Oakenfold.

## Danh sách đĩa hát

### Album
- Đông ba lạp (Dong Ba La, 咚巴啦) (2001)
- Vạn vật sinh (Alive, 万物生) (2007) - Wrasse Records
- Thiên địa hợp (Harmony, 天地合) (2010)
- Hoàng như lai giả (The Coming Ones, 恍如来者) (2012)

### Đĩa đơn
- "Qin Shang" (Cầm thương, 琴伤) (2008) - Wrasse Records
- "Tiandi Ji"/"Ha Ha Li Li" (Thiên địa ký, 天地记) (2009) - Universal Music Group

### Nhạc phim
| Tên bài hát                          | Tên tiếng Trung | Nhạc phim                                     | Ghi chú        |
| ------------------------------------ | --------------- | --------------------------------------------- | -------------- |
| Cẩm Y Vệ                             | 锦衣卫          | Cẩm Y Vệ                                      | Ca khúc chủ đề |
| Tay Trái Chỉ Trăng                   | 左手指月        | Hương Mật Tựa Khói Sương                      |                |
| Hạc Diễm                             | 鶴焰            | Hạc Lệ Hoa Đình                               |                |
| Lần Đầu Gặp Anh                      | 我第一次見到你  | Lê Hấp Đường Phèn                             |                |
| Nếu Như Trở Về                       | 如若归来        | Trường Ca Hành                                |                |
| Thập Quang                           | 拾光            | Không Ai Khác Ngoài Tôi/Nước Cờ Đi Vào Tim Em |                |
| Ngư Dược Nhi Thượng (Cá Bay Vọt Lên) | 鱼跃而上        | Ngự Giao Ký: Dữ Quân Sơ Tương Thức            |                |

## Danh sách phim đã tham gia

### Phim truyền hình
| Năm  | Tên phim                 | Tên tiếng Trung | Vai diễn           | Ghi chú |
| ---- | ------------------------ | --------------- | ------------------ | ------- |
| 2018 | Hương mật tựa khói sương | 香蜜沉沉烬如霜  | Duyên Cơ tiên tử   |         |
| 2021 | Trường Ca Hành           | 长歌行          | Tĩnh Đạm chân nhân |         |